# Slovenien i olympiska vinterspelen 2002
Österrike deltog i olympiska vinterspelen 2002. Österrikes trupp bestod av 40 idrottare varav 24 var män och 16 var kvinnor. Den yngsta av Österrikes deltagare var Tina Maze (18 år, 297 dagar) och den äldsta var Aleksandar "Sašo" Grajf (36 år, 241 dagar).

## Medaljer

### Brons
- Backhoppning
  - Lagtävling herrar: Peter Žonta, Damjan Fras, Robert Kranjec och Primož Peterka

## Resultat

### Alpin skidåkning
- Störtlopp herrar
  - Peter Pen - 23
  - Andrej Jerman - 28
  - Gregor Šparovec - 31
  - Jernej Koblar - 33
- Super-G herrar
  - Gregor Šparovec - 13T
  - Jernej Koblar - 15T
  - Andrej Jerman - 21
  - Peter Pen - ?
- Storslalom herrar
  - Jernej Koblar - 18
  - Mitja Kunc - 28
  - Uroš Pavlovčič - ?
  - Jure Košir - ?
- Slalom herrar
  - Jure Košir - 8
  - Mitja Kunc - ?
  - Drago Grubelnik - ?
  - Rene Mlekuž - ?
- Kombinerad herrar
  - Jernej Koblar - 9
  - Gregor Šparovec - ?
  - Andrej Jerman - ?
  - Mitja Dragšič - ?
- Störtlopp damer
  - Špela Bracun - 22
  - Mojca Suhadolc - 28
- Stuper-G damer
  - Mojca Suhadolc - 21
  - Špela Bracun - 24
- Storslalom damer
  - Tina Maze - 12
  - Špela Pretnar - 20
  - Alenka Dovžan - ?
- Slalom damer
  - Nataša Bokal - 9
  - Alenka Dovžan - 17
  - Špela Pretnar - 20
  - Lea Dabič - ?

### Skidskytte
- 10 km sprint herrar
  - Tomaž Globočnik - 23
  - Marko Dolenc - 27
  - Janez Marič - 44
  - Aleksandar "Sašo" Grajf - 59
- 12,5 km jaktstart herrar
  - Tomaž Globočnik - 19
  - Marko Dolenc - 29
  - Janez Marič - 38
  - Aleksandar "Sašo" Grajf - 46
- 20 km herrar
  - Marko Dolenc - 13
  - Tomaž Globočnik - 18
  - Janez Marič - 43
  - Janez Ožbolt - 82
- 4x7,5 km stafett herrar
  - Aleksandar "Sašo" Grajf, Tomaž Globočnik, Janez Marič och Marko Dolenc - 10
- 7,5 km sprint damer
  - Andreja Grašič - 10
  - Lucija Larisi - 26
  - Andreja Mali - 27
  - Tadeja Brankovič - 63
- 10 km jaktstart damer
  - Andreja Grašič - 8
  - Lucija Larisi - 29
  - Andreja Mali - 32
- 15 km damer
  - Lucija Larisi - 25
  - Tadeja Brankovič - 41
  - Andreja Grašič - 56
  - Dijana Grudiček - 57
- 4x7,5 km stafett damer
  - Lucija Larisi, Andreja Grašič, Dijana Grudiček och Tadeja Brankovič - 6

### Längdskidåkning
- Sprint herrar
  - Matej Soklič - 11
- 10+10 km damer
  - Matej Soklič - 55
- Sprint damer
  - Andreja Mali - 7
  - Nataša Lačen - 32
  - Teja Gregorin - 34
- 10 km damer
  - Petra Majdič - 8
  - Nataša Lačen - 30
- 15 km damer
  - Nataša Lačen - 32
- 30 km damer
  - Petra Majdič - 12
- 5+5 km damer
  - Petra Majdič - 7
  - Nataša Lačen - 23
  - Teja Gregorin - 41
- 4x5 km stafett damer
  - Petra Majdič, Teja Gregorin, Andreja Mali och Nataša Lačen - 9

### Konståkning
- Singel damer
  - Mojca Kopač - 22

### Freestyle
- Hopp herrar
  - Miha Gale - 17

### Nordisk kombination
- Individuell herrar
  - Andrej Jezeršek - 13
- Sprint herrar
  - Andrej Jezeršek - 12

### Backhoppning
- Lilla backen
  - Primož Peterka - 10
  - Peter Žonta - 13
  - Robert Kranjec - 15
  - Damjan Fras - 28
- Stora backen
  - Robert Kranjec - 11
  - Peter Žonta - 13
  - Primož Peterka - 15
  - Damjan Fras - 22
- Lag
  - Damjan Fras, Primož Peterka, Robert Kranjec och Peter Žonta - 3

### Snowboard
- Parallellstorslalom herrar
  - Dejan Košir - 5
  - Tomaž Knafelj - ?